# JURIANA
JURIANA（ジュリアナ、2002年2月18日 - ）は、日本のダンサー、振付師。JURIという名義でも活動している。リライブシャツアンバサダー。

## 経歴
小学1年生からダンスを始め、小学3年生のときにソウルダンスに出会う。小学生のときに、ワールド・ダンス・コロシアム世界大会で優勝した。
中学生のときは、『JURI&YUMENO』としてダンス&ボーカルユニットとして活動していた。
高校生のときに、『HIGH SCHOOL ALL STYLE CREW BATTLE』で優勝した。また、2Crankとして出場した『スーパーチャンプル』でMVPを獲得した。最年少で『JAPAN DANCE DELIGHT』にも出場した。
高校卒業後は上京し、『黄帝心仙人アカデミー』でアニメーションスタイルを学ぶ。
2022年、世界初となるアンドロイドダンスボーカルグループ『A.I.A』の活動を黄帝心仙人と共に始動。
2022年10月にリライブシャツアンバサダーに就任。

## 活動

### 大会
出典
- WORLD DANCE COLOSSEUM FINAL - 優勝
- High school all style crew battle - 優勝
- Burn the classic in KOREA - best8
- Distance zero vol.90 - 優勝
- BEAT IT HOOD - 優勝
- 中京テレビ放送『スーパーチャンプル』 - NEW WAVES MVP賞[映像 1]
- WE ARE THE FUTURE in China 4on4 - 準優勝
- JAPAN DANCE DELIGHT - ファイナリスト[映像 2]
- TOKYO DANCE DELIGHT - 4位[映像 3]
- BATTLE WAACK 2018 - 優勝[映像 4]
- POPCORN KIDS CONTEST OSAKA ソロコンテスト部門 - 優勝
- ICE CREAM GRANDCHAMPIONSHIP vol.9 - 準優勝
- ブラック三田 GRANDCHAMPIONSHIP - 優勝
- ICECREAMDANCECONTEST OPEN - 優勝
- UP Tempo in China - Best8
- ROCK THE SOUTH! 2on2 - 優勝
- KIDS FOLL SUNDAY ソロ - 優勝
- WDC FINAL KIDS SIDE - 優勝
- WAACKING-DAY ソロ - 準優勝
- CROSS GOME KIDS クルー - 優勝
- FRONT LINE KIDS ソロ - 準優勝
- SOUL FOLL SUNDAY 2on2 - 優勝
- BRUSH WAACK 2on2 - 優勝
- 下克上戦 - 優勝
- SPROUT 四国大会 - 優勝
- WORLD DANCE COLOSSEUM FINAL 優勝 ROSE CUP - 優勝
- FRONT LINE KIDS DANCE TV 優勝 BATTLE WAACK - 準優勝
- 泉州権 ソロ - 準優勝
- Funk Nation - 準優勝
- BP2 - 準優勝
- MiniFigh - 優勝
- Feel The Funk vol.11 KOREA waack side - 準優勝
- LDK DANCE BATTLE Hirosima vol.4 - 優勝
- SOOS waacksaid - 準優勝

### CM
- アンダーアーマー（ABC MART）主人公役
- VANS（ABC MART）
- BROADWAY（香港企業）[8]
- 新興プラント工業[映像 5]
- ユニクロ『EZYアンクルパンツ』[9]
- 日清食品『カップヌードル にんにく豚骨』[映像 6][10][1]
- LINE『LINE de 免許』
- ワコール

### テレビ・ウェブ番組
- めざせ!グローバルスター
- 三重県いなべ市『いなべ 10』 - ふらっとアウトドアのナビゲーター[11][12][映像 7][映像 8][映像 9][映像 10][映像 11][映像 12]

### ラジオ
- InterFM897『TOKYO DANCE PARK』[7]

### 舞台
- in the secret soup -special-[7]

### アンバサダー
- RELIVE（リライブ）
- ISOLEX（アイソレクス）
- キャプテンスタッグ[4]
- アウトドア EXPO『アソモビ 2021』[5]
- 『第6回クローバー甲子園』応援[映像 13][13]